# Рудин, Рудольф Григорьевич
Рудольф Григорьевич Ру́дин (настоящая фамилия Айзеншток; 22 декабря 1928 — 17 декабря 2012, Москва, Россия) — советский и российский актёр театра и кино, театральный режиссёр; заслуженный артист РСФСР (1978), заслуженный деятель культуры Польши (1976).

## Биография
Родился 22 декабря 1928 года в семье уроженца Берислава Херсонской губернии Григория Рувиновича Айзенштока (1898—?). Дед, Рувен Менделевич Айзеншток (1871—?), в 1896 году основал в Бериславе мастерскую сельскохозяйственного оборудования, впоследствии выросшую в крупный машиностроительный завод Айзенштока, которым он владел до 1915 года.
В 1958 году окончил театральное училище им. Щепкина и стал актёром театра им. Моссовета. Дебютировал на сцене в том же году: Рудин сыграл роль Митрофанушки в спектакле «Недоросль».
В 1962 году перешёл в Московский театр миниатюр, где служил до 1981 года (по другим сведениям — дольше), с 1972 года — главным режиссёром.
В кинематографе играл комедийные характерные роли. Популярность пришла к актёру с ролью пана Гималайского в телевизионном сериале-спектакле «Кабачок „13 стульев“». Впоследствии узнаваемый образ так «прилип» к актёру, что до некоторой степени это мешало ему получать в кино роли другого плана.
Скончался 17 декабря 2012 года в Москве на 84-м году жизни. С лета 2011 года он практически не вставал — после того, как оступился и упал, при этом сильно ударившись головой. Координация движений у артиста была нарушена после инфаркта и инсульта. Похоронен в Москве на Троекуровском кладбище.

## Семья
Дочь — актриса Татьяна Рудина (род. 1959), заслуженная артистка России (2010).
- Внук — Николай Сирин, актёр и режиссёр (род. 1988).

## Фильмография
- 2007 — «Капкан» (телесериал) — эпизод
- 2004 — «На углу у Патриарших 4» — Гольдин
- 2002 — «Ха!» (киноальманах)
- 2000 — «Новый год в ноябре» — «Классик» ТВ
- 1997 — «На заре туманной юности» — Грабовский
- 1996 — «Старые песни о главном 2» (телепроект) — пан Гималайский
- 1996 — «Кафе „Клубничка“»

70 серия «Брачное объявление» — второй мужчина
73 серия «Штопор» — жених
77 серия «Скрытой камерой» — Андрей Иванович Букин
81 серия «Таинственный поклонник» — Андрей Иванович Букин
148 серия «Соревнование» — Андрей Иванович Букин
157 серия «Шантажисты» — Андрей Иванович Букин
- 1995 — «Бульварный роман» — пристав Перцовский
- 1994 — «Русское чудо» — Боб Склянский
- 1993 — «Несравненная» (Украина)
- 1993 — «Ваши пальцы пахнут ладаном» — ;;режиссёр
- 1993 — «Бравые парни» (Украина) — помощник Скелета
- 1992 — «Только не уходи»
- 1992 — «Господа артисты» | «Панове артисти» (Россия, США) — Адам Адамович
- 1991 — «Болотная street, или Средство против секса» — капитан милиции
- 1990 — «Захочу — полюблю» — следователь
- 1989 — «Чёрный принц Аджуба» (СССР, Индия) — тюремщик
- 1989 — «Тихий ужас» — главная роль
- 1989 — «Работа у нас такая» — инспектор
- 1986 — «Певучая Россия» — Глаголь
- 1983 — «Комета» — отдыхающий в панаме
- 1981 — «Похищение века» — артист
- 1978 — «Новые приключения капитана Врунгеля» — Серафим Наждак
- 1978 — «Кот в мешке» — Гаврила Эдуардович, режиссёр театра
- 1973 — «Умные вещи» — Канцлер
- 1973 — «Тёща» — кандидат точных наук
- 1972 — «Чиполлино» — Мистер Моркоу
- 1971 — «Ехали в трамвае Ильф и Петров» — посетитель кафе
- 1971 — «Алло, Варшава!» (ТВ) — пан Марьян Кабельски, конкурсант-кулинар и пациент
- 1970 — «Расплата» — старший лейтенант ГАИ
- 1969 — «13 поручений» (ТВ) — посетитель уличного кафе
- 1966—1980 — «Кабачок „13 стульев“» (цикл передач, телеспектакль) — пан Гималайский, руководитель трестовского театра
- 1965 — «Приезжайте на Байкал» — Аркадий Васильевич, сценарист документальных фильмов
- 1965 — «Иностранка» — покупатель мороженого на пляже (нет в титрах)
- 1963 — «Выстрел в тумане» — Женя (нет в титрах)

### Киножурнал «Фитиль»
- 1963 — Выпуск № 18 (новелла «Сила привычки») — Епишкин (нет в титрах)
- 1968 — Выпуск № 69 (новелла «Спрос и предложение») — незнакомец
- 1972 — Выпуск № 123 (новелла «Профболезнь») — приятель
- 1973 — Выпуск № 130 (новелла «Кто виноват?») — заседающий на собрании
- 1990 — Выпуск № 334 (новелла «Хорошие манеры») — инструктор хороших манер

### Киножурнал «Ералаш»
- 1977 — Выпуск № 14 (сюжет «Детективная история»)[14] — грабитель
- 1978 — Выпуск № 16 (сюжет «Царевна-Несмеяна»)[15] — Василий, первый министр царя
- 1991 — Выпуск № 86 (сюжет «Там, вдали за рекой…»)[16] — белый офицер Корниловского ударного полка
- 1992 — Выпуск № 91 (сюжет «Путёвка в жизнь»)[17] — дедушка Стёпы

## Публикации
- Театр малых форм. М.: Знание, 1980.